# Roderick Glossop
Sir Roderick Glossop è un personaggio immaginario ricorrente nei romanzi umoristici e nei racconti di P. G. Wodehouse. È un importante medico specialista in psichiatria, che appare in diverse opere letterarie di Wodehouse della serie "Jeeves", e anche nel romanzo Zio Fred in primavera delle serie "Castello di Blandings" e "Zio Fred".

## Vita e carattere
Nelle opere di Wodehouse, Roderick Glossop è un grande medico, specialista in psichiatria. Per Bertie Wooster, quando qualche familiare «comincia a mostrarsi un po' strano (...) il vecchio Glossop è la prima persona che noi mandiamo a chiamare. Egli accorre, fa la diagnosi, parla di sistema nervoso sovreccitato e raccomanda calma assoluta, clausura e così via. Praticamente, quasi ogni famiglia rispettabile del paese l'ha chiamato una volta o l'altra». L'attività professionale di Glossop è spesso coronata da successo. Per esempio, ha guarito Percy Wooster da allucinazioni (vedeva omini barbuti che l'inseguivano), e il duca di Ramferline da un disturbo delirante (credeva di essere un canarino). Per i suoi meriti professionali è stato nominato baronetto, e ha quindi diritto al titolo onorifico "Sir". 
Bertie Wooster descrive così l'aspetto fisico di sir Roderick: «aveva un paio di sopraccigli ispidi che davano ai suoi occhi uno sguardo penetrante il quale non era affatto ciò che si poteva desiderare a stomaco vuoto; era alto e grosso, e aveva una testa enorme, letteralmente pelata, che lo faceva sembrare ancor più grosso e simile alla cupola di St. Paul!». Lord Emsworth, che dello psichiatra era stato compagno di scuola, afferma che da adolescente Glossop era «un ragazzo antipaticissimo, con una quantità di foruncoli in faccia e un'aria di superiorità che nauseava». Dotato di una piacevole voce da baritono, da studente di medicina squattrinato Glossop cantava ai concerti per fumatori..; ma in età matura Sir Roderick è divenuto un modello di sobrietà: «Presidente della lega londinese contro il gioco (...) non beve vino, disapprova altamente l'uso del tabacco e può mangiare soltanto i cibi più semplici (...) considera il caffè la causa di almeno la metà dei disturbi nervosi che esistono al mondo». Sir Roderick ha tuttavia anch'egli delle fobie: i gatti e gli incendi. Secondo Horace Davenport, un membro del "Drones Club", Sir Roderick ha fama di «essere un vecchio somaro tronfio e solenne». 
Fra Bertie Wooster e sir Roderick è esistita a lungo una feroce avversione, caratterizzata dal terrore di Bertie per lo psichiatra e dal disprezzo di sir Roderick per il giovane fannullone; l'astio si è convertito in amicizia dopo che (in Grazie, Jeeves) Bertie ha appreso che sir Roderick ha preso a scapaccioni il molesto dodicenne Seabury. In Jeeves sta alla larga i due si dichiarano "fratelli" quando scoprono che, da bambino, ciascuno di loro ha rubato dei biscotti dallo studio del direttore didattico, e decidono quindi di chiamarsi vicendevolmente con un diminutivo ("Bertie" e "Roddy"). In un racconto del 1965, pubblicato poi nella raccolta Plum Pie, Bertie si metterà nei pasticci proprio per aver aiutato il suo amico "Roddy". Infine, in Molto obbligato, Jeeves del 1971 Bertie definisce "Roddy" «uno dei suoi più cari amici».

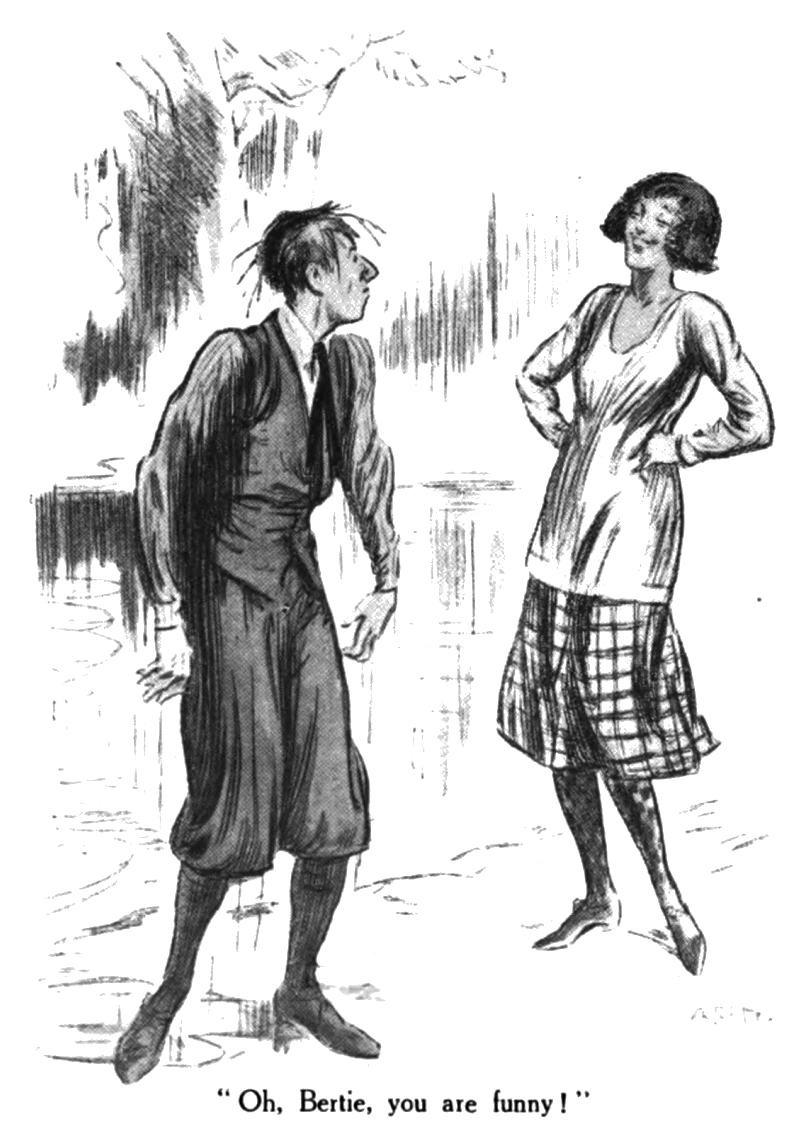
Bertie e Honoria Glossop (illustrazione di A. Wallis Mills, The Strand Magazine, 1924)

La partecipazione di sir Roderick alle storie di Woodehouse dipende spesso, più che dalla sua attività professionale, dal coinvolgimento dei suoi familiari, soprattutto di sua figlia Honoria, nelle vicende di Bertie Wooster. Sir Roderick sposò Miss Blatherwick, un'amica della zia Agatha di Bertie, e dal matrimonio nacquero due figli: Honoria e il dodicenne Oswald. Honoria è una bella ragazza, sportiva, intelligente, ma prevaricatrice e quindi detestata da Bertie («Una donna tremenda da trovarsi di fronte la mattina a colazione»), con la quale Bertie è stato fidanzato un paio di volte e altrettante volte è riuscito a rompere il fidanzamento grazie all'aiuto del suo valletto Jeeves. Rimasto vedovo, sir Roderick vorrebbe sposare Lady Myrtle Chuffnell, anch'essa vedova e madre del detestabile dodicenne Seabury: una energica reazione di sir Roderick a uno scherzo pesante di Seabury (in Grazie, Jeeves) ha provocato la rottura del fidanzamento con Lady Myrtle. In Jeeves and the Greasy Bird sir Roderick vorrebbe ancora sposare Lady Myrtle, ma quest'ultima risponde che accetta di sposarlo solo dopo le eventuali nozze di Honoria. Un fratello di sir Roderick è stato un brillante farmacologo; suo figlio Tuppy Glossop è fidanzato da anni con Angela Travers, cugina di Bertie in quanto figlia della zia Dahlia.

## Ispirazione
Il modello di Sir Roderick Glossop è stato identificato nel dottor Henry Crawford MacBryan, uno psichiatra nato in Irlanda nel 1855 e morto nel 1943, il quale dirigeva una casa di cura psichiatrica a Kingsdown House, nella frazione di Ditteridge a Box (Wiltshire), una località dove Wodehouse ha trascorso la sua infanzia.

## Apparizioni
Roderick Glossop è apparso in quattro romanzi e sette racconti di P. G. Wodehouse. Prima di essere raccolti in volume, quasi tutti i racconti di Wodehouse sono apparsi sia in riviste statunitensi (USA) sia in riviste britanniche (UK), talora con differenze anche nel titolo. I romanzi, d'altra parte, sono stati tradotti più volte in lingua italiana, e pubblicati spesso con titoli differenti. Si elencano quindi, in ordine cronologico, le opere in cui compare il personaggio di Roderick Glossop elencando nell'ordine: il titolo della più antica edizione in lingua italiana, il titolo della più antica edizione in lingua inglese posto fra parentesi tonde, l'anno di pubblicazione dell'edizione in lingua inglese posto fra parentesi tonde. 
- L'inimitabile Jeeves! (The Inimitable Jeeves) (1923)
  - Presentazione di Claude ed Eustace (Introducing Claude and Eustace) (1922)
  - Sir Roderick a colazione (Sir Roderick Comes to Lunch) (1922)
  - Bingo e la donnina (Bingo and the Little Woman) (1922)
- Avanti Jeeves! (1925)
  - La faccenda del buon Biffy (The Rummy Affair of Old Biffy) (1924)
  - La sostituzione (Without the Option) (1925)
- Benissimo, Jeeves (Very Good, Jeeves) (1930)
  - Jeeves e lo spirito natalizio (Jeeves and the Yule-tide Spirit) (1927)
- Grazie, Jeeves (Thank You, Jeeves) (1934)
- Zio Fred in primavera (Uncle Fred in the Springtime) (1939)
- Jeeves taglia la corda (Jeeves in the Offing) (1960)
- Plum Pie (1966)
  - Jeeves and the Greasy Bird (1965)
- Molto obbligato, Jeeves (Much Obliged, Jeeves) (1971)

### Opere di P.G. Wodehouse
- Presentazione di Claude ed Eustace, in L'inimitabile Jeeves! [The Inimitable Jeeves], traduzione di Aldo Traverso, Milano, Bietti, 1930  [1922].
- Sir Roderick a colazione, in L'inimitabile Jeeves! [The Inimitable Jeeves], traduzione di Aldo Traverso, Milano, Bietti, 1930  [1922].
- La faccenda del buon Biffy, in Avanti Jeeves! [Carry on... Jeeves!], traduzione di Silvio Spaventa Filippi, Milano, Monanni, 1928  [1924],  pp. 137-166.
- La sostituzione, in Avanti Jeeves! [Carry on... Jeeves!], traduzione di Silvio Spaventa Filippi, Milano, Monanni, 1928  [1925],  pp. 167-197.
- Jeeves e lo spirito natalizio, in Benissimo, Jeeves [Very Good, Jeeves!], traduzione di Angela Zuffada Locuratolo, Milano, Mursia, 1990  [1927],  pp. 61-81, ISBN 88-425-0696-6.
- Grazie, Jeeves [Thank You, Jeeves], traduzione di Pia Janin, Milano, Mursia, 1993, ISBN 88-425-2681-9.
- Zio Fred in primavera [Uncle Fred in the Springtime], traduzione di Alberto Tedeschi, Introduzione di Giampaolo Dossena, Parma, Guanda, 1991  [1939], ISBN 88-7746-492-5.
- Jeeves sta alla larga [Jeeves in the Offing], traduzione di Rosetta Palazzi, presentazione di Giulio Nascimbeni, Milano, Mursia, 1989  [1960], ISBN 88-425-0008-9.
- Molto obbligato, Jeeves [Much Obliged, Jeeves], traduzione di Mary Buckwell Gislon, presentazione di Lucio Villari, Milano, Mursia, 1989  [1971].
- (EN) Jeeves and the Greasy Bird, in Plum Pie, London, Everyman's Library, 2007  [1965].

### Fonti critiche
- Guido Almansi, La ragion comica, Milano, Feltrinelli, 1986, ISBN 88-07-08043-5.
- (EN) P. M. Bennett, Great doctors in English literature: Sir Roderick Glossop, in Br Med J (Clin Res Ed), vol. 287, n. 6409, 24 dicembre 1983,  pp. 1962-1964, DOI:10.1136/bmj.287.6409.1962, PMC 1550215, PMID 6418284.
- (EN) Nigel Cawthorne, A Brief Guide to Jeeves and Wooster, London, Constable & Robinson, 2013, ISBN 978-1-78033-824-8.
- (EN) Daniel H. Garrison, Who's Who in Wodehouse, nuova edizione aggiornata e ampliata, London, Constable & Robinson, 1991  [1989], ISBN 1-55882-087-6.
- (EN) Eileen McIlvaine, Louise S. Sherby e James H. Heineman, P. G. Wodehouse: A Comprehensive Bibliography and Checklist, New York, James H. Heineman Inc., 1990, ISBN 978-0-87008-125-5.
- (EN) David A. Jasen, P.G.Wodehouse: a portrait of a master, New York, Mason & Lipscomb, 1974, ISBN 0884050106.
- (EN) Tony Ring e Geoffrey Jaggard, Wodehouse in Woostershire, Chippenham, Porpoise Books, 1999, ISBN 1-870-304-19-5.
- (EN) Kristin Thompson, Wooster Proposes, Jeeves Disposes or Le Mot Juste, New York, James H. Heineman, Inc., 1992, ISBN 0-87008-139-X.